# Макаричи (Брянская область)
Мака́ричи — деревня в Красногорском районе Брянской области России. Административный центр Макаричского сельского поселения.

## География
Деревня находится в западной части Брянской области, в зоне хвойно-широколиственных лесов, в пределах восточной окраины Полесской низменности, на правом берегу реки Беседи, при автодороге 15К-1511, на расстоянии примерно 7 км (по прямой) к северо-северо-востоку от посёлка городского типа Красная Гора, административного центра района. Абсолютная высота — 134 м над уровнем моря.

### Климат
Климат характеризуется как умеренно континентальный. Среднегодовая многолетняя температура воздуха составляет 10 °С. Средняя температура воздуха самого тёплого месяца (июля) — 23,9 °C (абсолютный максимум — 32 °C); самого холодного (января) — −3,8 °C (абсолютный минимум — −25 °C). Безморозный период длится в среднем 170—190 дней. Среднегодовое количество атмосферных осадков составляет 550—600 мм.

### Часовой пояс
Деревня Макаричи, как и вся Брянская область, находится в часовой зоне МСК (московское время). Смещение применяемого времени относительно UTC составляет +3:00.

## История
Центр Макаричского сельского поселения (включает села Медведи и Заборье, деревни Вяжновка и Палужская Рудня, поселок Дубовец). Упоминается с начала XVIII века как владение Киево-Печерской лавры, в составе Попогорской волости (на территории Новоместской сотни Стародубского полка). С 1782 по 1921 в Суражском уезде (с 1861 - в составе Заборской волости); в 1921-1929 в Клинцовском уезде (Заборская волость). В середине XX века - колхоз "Новые Макаричи". 

## Население
| 2010 | 2013 |
| ---- | ---- |
| 407  | ↘373 |

### Национальный состав
1430 человек, в национальной структуре населения русские составляли 98 % из 488 человек (2002).